# Perrigny-lès-Dijon
Perrigny-lès-Dijon ist eine französische Gemeinde mit 2.321 Einwohnern (Stand: 1. Januar 2022) im Département Côte-d’Or in der Region Bourgogne-Franche-Comté. Die Gemeinde gehört zum Arrondissement Dijon und zum Kanton Longvic (bis 2015: Kanton Chenôve).

## Geographie
Perrigny-lès-Dijon liegt etwa sieben Kilometer südsüdwestlich von Dijon und gehört zum Weinbaugebiet Bourgogne. Umgeben wird Perrigny-lès-Dijon von den Nachbargemeinden Marsannay-la-Côte im Norden und Westen, Fénay im Süden und Osten, Fixin im Südwesten sowie Couchey im Westen und Südwesten.
Durch die Gemeinde führen die Autoroute A311 mit dem Autobahndreieck zur Autoroute A31. Der Bahnhof liegt an der Bahnstrecke Dijon–Vallorbe.

## Bevölkerungsentwicklung
| Jahr                       | 1962 | 1968 | 1975 | 1982 | 1990 | 1999 | 2006 | 2012 | 2019 |
| Einwohner                  | 635  | 726  | 809  | 1039 | 1381 | 1648 | 1479 | 1461 | 2138 |
| Quellen: Cassini und INSEE |      |      |      |      |      |      |      |      |      |

## Sehenswürdigkeiten
- Kirche Saint-André

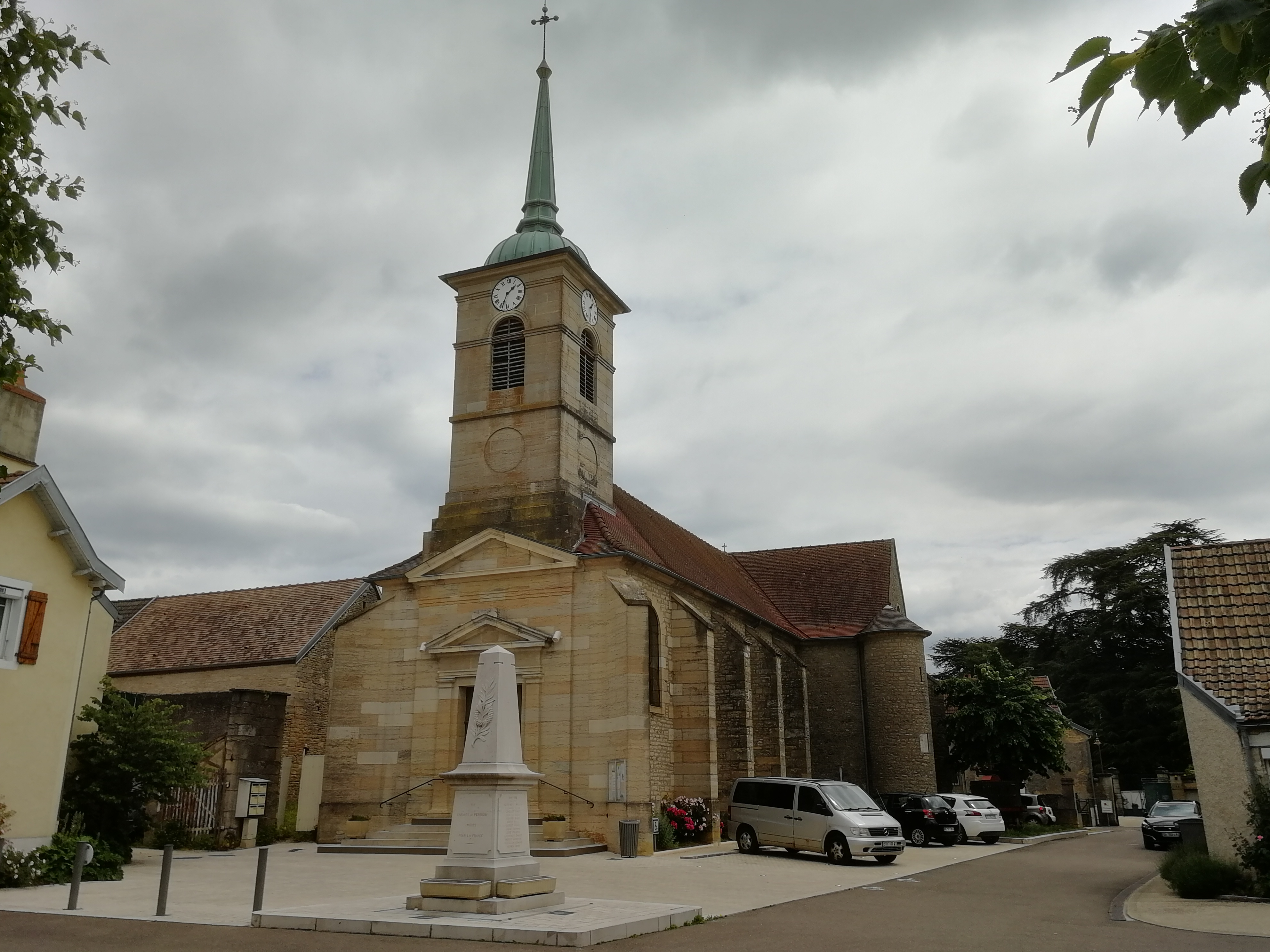
Kirche Saint-André

- Bürgerhaus (genannt le Château – das Schloss) aus dem 19. Jahrhundert mit Park
- Alte Römerstraße